# Abram Dangułow
Abram Christoforowicz Dangułow, ros. Абрам Христофорович Дангулов, orm. Աբրահամ Քրիստափորի Դանգուլով (ur. 5 sierpnia?/18 sierpnia 1900 w Armawirze, Imperium Rosyjskie, zm. 19 czerwca 1967 w Moskwie, Rosyjska FSRR) – rosyjski piłkarz pochodzenia ormiańskiego i trener piłkarski.

## Kariera piłkarska

### Kariera klubowa
W 1919 rozpoczął karierę piłkarską w klubie Union Jekaterynodar. W 1920 został piłkarzem CRK Armawir, który potem zmienił nazwę na STS Armawir. Od 1929 do 1934 występował w Dinamie Armawir.

## Kariera trenerska
Od 1934 do 1937 trenował Dinamo Piatigorsk, a w 1939 stał na czele Szachtara Stalino. W 1944 został mianowany na stanowisko głównego trenera Krylja Sowietow Moskwa, a w 1949 przeniósł się do Spartaka Moskwa. Od 1952 do 1954 pomagał trenować Spartak Moskwa. W latach 1955–1956 prowadził Spartak Erywań. W 1958 ponownie prowadził Szachtar Stalino.
Zmarł 19 czerwca 1967 w Moskwie i został pochowany na tamtejszym Cmentarzu Ormiańskim.

## Sukcesy i odznaczenia

### Sukcesy trenerskie
- brązowy medalista Mistrzostw ZSRR: 1949
- zdobywca Pucharu ZSRR: 1950

### Odznaczenia
- tytuł Zasłużonego Mistrza Sportu ZSRR: 1948